# 龐德里奇 (紐約州)
龐德里奇（英語：Pound Ridge）是一個位於美國紐約州西徹斯特縣的鎮。

## 人口
根據2020年美國人口普查的數據，龐德里奇的面積為59.80平方千米，當中陸地面積為57.78平方千米，而水域面積為2.02平方千米。當地共有人口5082人，而人口密度為每平方千米85人。